# Hyphydrus essoni
Hyphydrus essoni är en skalbaggsart som beskrevs av Bilardo och Rocchi 1995. Hyphydrus essoni ingår i släktet Hyphydrus och familjen dykare. Inga underarter finns listade i Catalogue of Life.